# Hookeria pallido-nitens
Hookeria pallido-nitens là một loài Rêu trong họ Hookeriaceae. Loài này được Müll. Hal. mô tả khoa học đầu tiên năm 1897.